# 美洲黑海番鸭
，为鸭科海番鸭属的鸟类。分布于西伯利亚东北部及附近岛屿、北美洲、朝鲜、日本以及中国大陆的江苏、福建、重庆、上海、香港等地。该物种的模式产地在加拿大哈得孙海湾。该物种原为普通海番鸭的北方亚种（学名：M. n. americana），拆分前物种中文名为黑海番鸭
。
其种加词“americana”意为“美洲的”。